# Маріо Додик
Маріо Додик (босн. Marijo Dodik, нар. 18 лютого 1974, Сараєво, СФРЮ) — боснійський футболіст, нападник клубу «Младост» (Мали-Оток). Виступав за збірну Боснії і Герцеговини.

## Клубна кар'єра
Маріо розпочав свою кар'єру в клубі «Желєзнічар», грав у Бельгії за «Мехелен» з 1995 року, забив 20 м'ячів, зіграв 84 матчі. Наступний сезон провів у Туреччині за «Сакар'яспор», перш ніж переїхав до Хорватії і грав за «Славен Белупо», в якому провів 9 сезонів.
Він провів найуспішні року, граючи за «Славен», бомбардир забив 75 м'ячів у 228 матчах. Під час перебування в «Белупо» він також виступав в єврокубках, у Кубку Інтертото, а 21 жовтня 2000 року забив 6 м'ячів «Вартексу». Матч закінчився перемогою «Славена» (7:1).
У 2007 році Славен відмовився продовжити свій контракт і переїхав у «Цибалію», де забив 5 м'ячів у 28 матчах, а в 2008 році він вирушає грати за «Інтер» з Запрешича. У чемпіонаті Хорватії відзначився 84-ма голами й у списку найкращих бомбардирів в історії чемпіонату посів високе 9-те місце. 2009 року завершив виступи на найвищому рівні, але продовжив кар'єру футболіста в нижчолігових клубах Хорватії та Словенії, таких як «Зеліна», «Сабарія», «Младост» (Мали-Оток) та «Рудар» (Трбовлє)

## Кар'єра в збірній
Додик також зіграв чотири матчі за збірну Боснії і Герцеговини і забив один м'яч у кваліфікації Чемпіонату світу 2002 року проти Ліхтенштейну в 2001 році.
| Збірну Боснії і Герцеговини | Збірну Боснії і Герцеговини | Збірну Боснії і Герцеговини |
| Рік                         | Зіграні матчі               | Забиті м'ячі                |
| --------------------------- | --------------------------- | --------------------------- |
| 1998                        | 1                           | 0                           |
| 2001                        | 2                           | 1                           |
| 2002                        | 1                           | 0                           |
| Загалом                     | 4                           | 1                           |